# トペ・スイシーダ

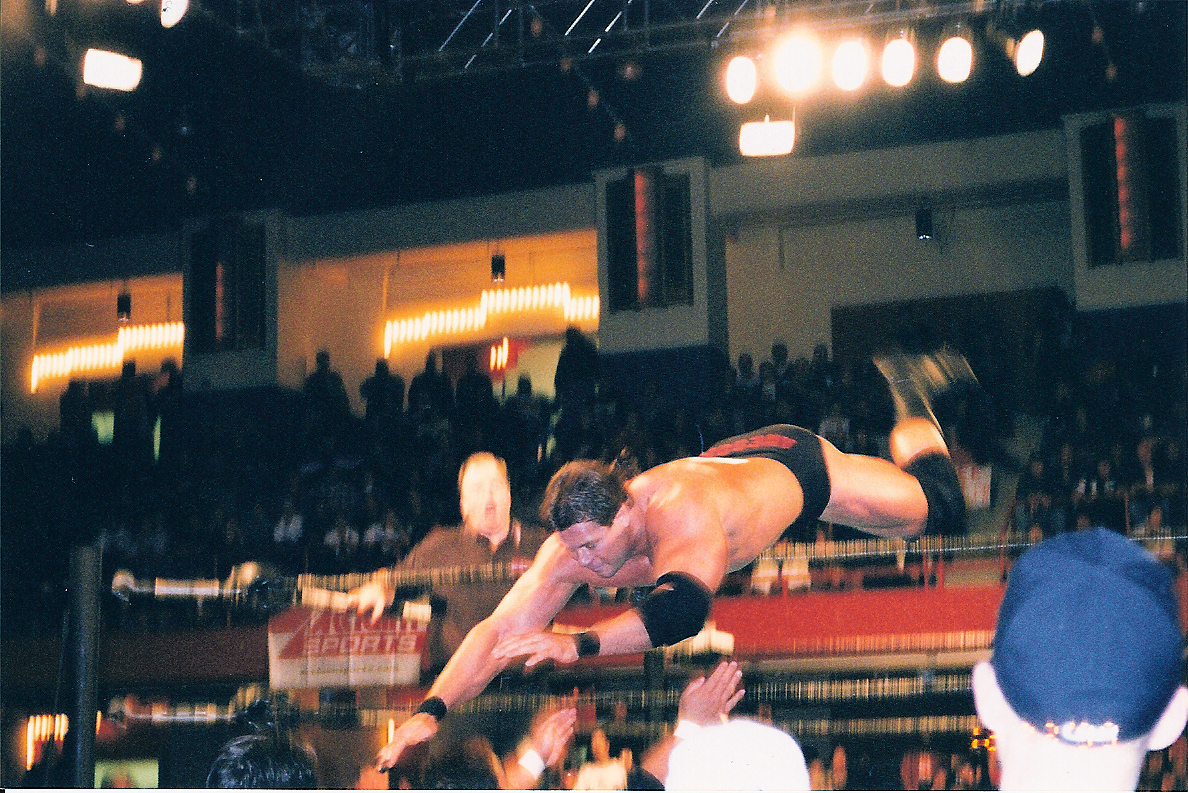
ザ・グラジエーターによるノータッチ・トペ・スイシーダ（スーパー・ランチャー）。

トペ・スイシーダ（Tope Suicida）は、プロレス技の一種である。

## 概要
リング上からリング場外にいる相手に向かって助走してトップロープとセカンドロープの間を、くぐり抜けて頭部や肩口から突っ込む。
トップロープを飛び越えて放つ場合はノータッチ・トペ・スイシーダと呼ばれている。体当たりの方法はヘッドバット、フライング・クロスチョップ、ショルダー・タックル気味などがある。DOUKIがトペ・スイシーダから、そのままDDTを繰り出すという荒技を披露している。
プランチャ・スイシーダと並ぶルチャリブレの代表的な場外への飛び技の代表格。「トペ」と略されることが多いが、この場合広義ではトペ・コン・ヒーロなど他の「トペ」を冠する技も範疇に含まれる。スペイン語で「トペ」は「衝突」、「スイシーダ」は「自殺者」を意味する。
日本ではメキシコ遠征から帰国した百田光雄が1975年12月11日に日本武道館で開催された「力道山十三回忌追善特別大試合」で披露している。1978年にカナダ、メキシコ、アメリカ遠征から帰国した藤波辰巳がドラゴン・ロケット（古舘伊知郎が実況で名付けた）の名称で使用して以降、多くの日本人レスラーにも波及された。また、ジ・アンダーテイカー、ザ・グラジエーターなどの巨漢外国人レスラーも使用している。

## 派生技
トペ・コン・ヒーロ
場外の相手に向かって助走してトップロープを飛び越えながら前転して背面から突っ込む。スペイン語で「トペ」は「衝突」、「コン」は「〜しながら」、「ヒーロ」は「回転」を意味する。直訳すると「回転しながらの衝突」となる。
ブエロ・デ・アギラ
ミステル・アギラのオリジナル技。場外の相手に向かって助走してトップロープとセカンドロープの間を、くぐり抜けて体を横方向に反転させて突っ込む。
エルボー・スイシーダ
三沢光晴のオリジナル技。場外の相手に向かって助走して相手の顔に肘から突っ込むエルボー・バット。